# Huillé-Lézigné
Huillé-Lézigné is een fusiegemeente (commune nouvelle) in het Franse departement Maine-et-Loire in de regio Pays de la Loire. De gemeente maakt deel uit van het arrondissement Angers. De gemeente telde 1.304 inwoners op 1 januari 2022.

## Ontstaan
Huillé-Lézigné is op 1 januari 2019 ontstaan door de fusie van de gemeenten Huillé en Lézigné.

## Geografie
De oppervlakte van Huillé-Lézigné bedroeg op 1 januari 2022 21,83 vierkante kilometer; de bevolkingsdichtheid was toen 59,7 inwoners per km².

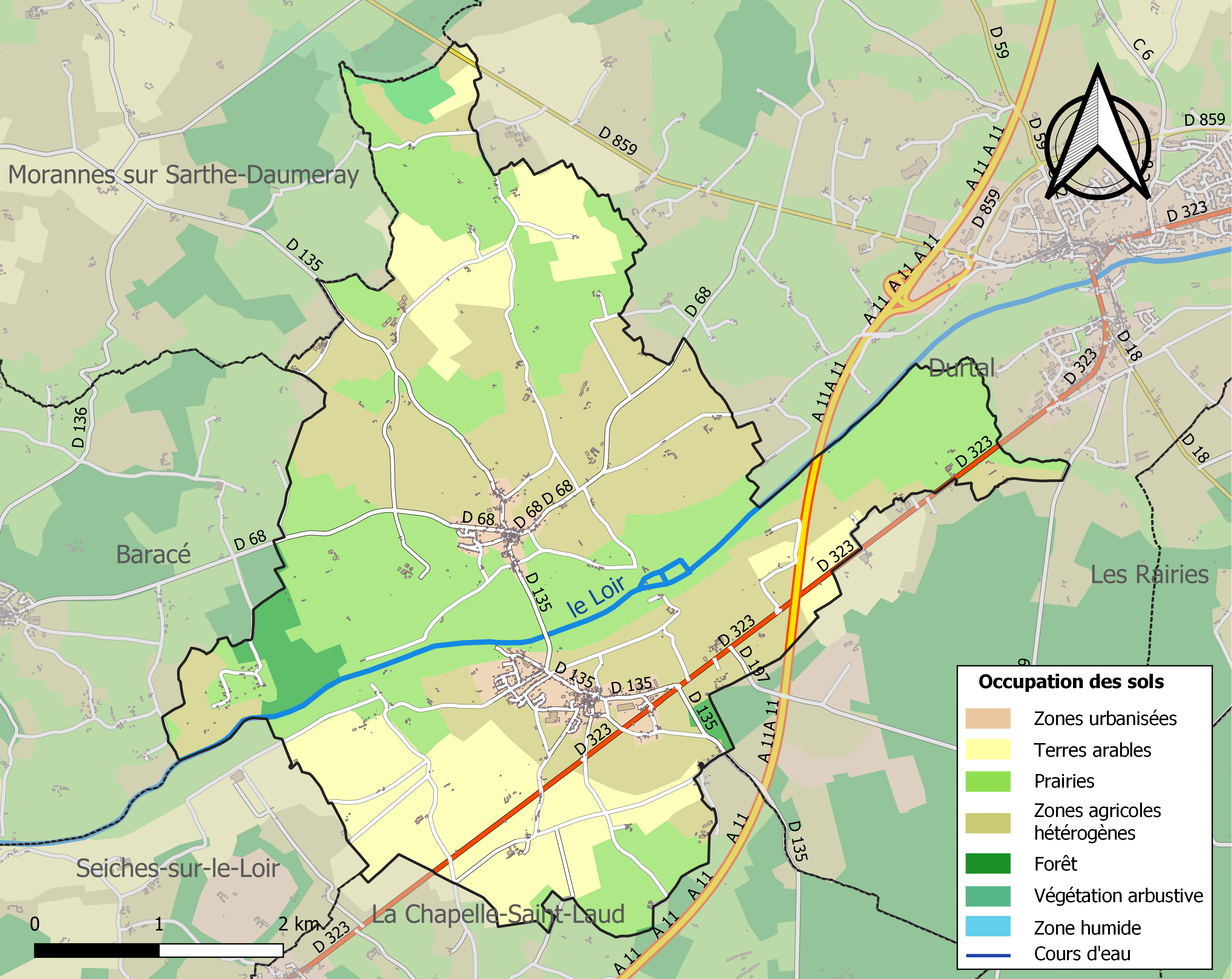
Kaart van de gemeente met de belangrijkste infrastructuur, bodemgebruik en omliggende gemeenten